# Assassinato de Ismail Haniya
Em 31 de julho de 2024, Ismail Haniya, o líder político do Hamas, foi assassinado após participar da cerimônia de posse do presidente iraniano Masoud Pezeshkian em Teerã, Irã, segundo autoridades iranianas e do Hamas. Seu guarda-costas palestino também foi morto. A causa da morte de Haniya está sendo investigada pelo Corpo da Guarda Revolucionária Islâmica.
Haniya era uma figura proeminente dentro do Hamas desde 1987. Anteriormente, serviu como primeiro-ministro da Autoridade Palestina e como chefe do Hamas na Faixa de Gaza. Em 2017, foi eleito chefe do Bureau Político do Hamas. Haniya foi o líder político de mais alto escalão do Hamas desde o início da guerra Israel-Hamas.

## Contexto

### Ismail Haniya
Haniya era o líder político do Hamas, do qual era um membro proeminente desde sua criação após a Primeira Intifada contra a ocupação israelense em 1987, e foi eleito chefe do bureau político do Hamas em 2017. Haniya morava no Catar desde que deixou a Faixa de Gaza em 2019. O Departamento de Estado dos EUA o designou como Terrorista Global Especialmente Designado em 2018.
Imagens de seu escritório na capital do Catar, Doha, mostraram Haniya comemorando os ataques de 7 de outubro liderados pelo Hamas em Israel com outras autoridades do Hamas, antes de orarem e louvarem a Deus. De acordo com o The Telegraph, Haniya se tornou a "face pública" do ataque, descrevendo-o publicamente como o início de uma nova era no conflito israelense-palestino. Haniya fez um discurso televisionado no qual citou supostas ameaças à mesquita de Al-Aqsa em Jerusalém, o bloqueio israelense de Gaza e a situação dos refugiados palestinos:  "Quantas vezes avisamos que o povo palestino vive em campos de refugiados há 75 anos e você se recusa a reconhecer os direitos de nosso povo?" Ele continuou dizendo que Israel, "que não pode se proteger diante dos resistentes", não poderia fornecer proteção para outros países árabes e que "todos os acordos de normalização que você assinou com essa entidade não podem resolver este conflito (palestino)". Em abril de 2024, três de seus filhos e quatro de seus netos foram mortos em um ataque aéreo na Faixa de Gaza.
A última imagem conhecida de Haniya, relatada pela mídia iraniana, foi tirada em 30 de julho, um dia antes de sua morte, em uma exposição de um parque temático em Teerã com marcos do "eixo da resistência". Na fotografia, ele é acompanhado por Ziyad al-Nakhalah, líder da Jihad Islâmica Palestina, e um grupo de homens posando com um modelo do Domo da Rocha.

### Assassinatos de funcionários do Hamas
Em resposta ao ataque liderado pelo Hamas em 2023 a Israel, Israel declarou que teria como alvo os líderes do Hamas. Em 2 de janeiro de 2024, o deputado do Hamas, Saleh al-Arouri, foi assassinado em um ataque aéreo em Beirute. Em 13 de julho de 2024, Israel tentou assassinar o chefe militar do Hamas, Mohammed Deif, com as Forças de Defesa de Israel anunciando sua morte em 1º de agosto. Horas antes da morte de Haniya, Israel anunciou o assassinato de Fuad Shukr, um líder sênior do Hezbollah em Beirute.

## Assassinato
O relatório inicial do assassinato de Ismail Haniya surgiu do Exército dos Guardiães da Revolução Islâmica, que forneceu detalhes limitados sobre as circunstâncias de sua morte, que disse ter ocorrido no início de 31 de julho e indicou que o incidente estava sob investigação. Haniya estava no Irã para participar da posse do presidente Masoud Pezeshkian no dia anterior.  O assessor e guarda-costas de Haniya, Wassim Abu Shaaban, também foi morto no ataque. De acordo com o Hamas, eles foram mortos por um "ataque sionista" em sua residência. Israel se recusou a fazer comentários imediatos. Vários meios de comunicação turcos relataram que o assassino era um agente do Mossad chamado "Amit Nakesh" - relatos que eram evidentemente publicações enganosas baseadas em um meme hebraico parodiando a palavra "Hamitnakesh" (hebraico: המתנקש o assassino).
A Fars News disse que o ataque teve como alvo "as residências especiais para veteranos de guerra no norte de Teerã", mas isso foi contestado pela Tasnim News. Em uma coletiva de imprensa em 31 de julho, o oficial do Hamas Khalil al-Hayya disse que "Haniya era visível em público, então seu assassinato não é uma conquista da inteligência. . . estamos aguardando a investigação completa das autoridades iranianas".  De acordo com Amwaj.media, Haniya foi assassinado no Complexo Sa'dabad, onde inesperadamente decidiu passar a noite. Um membro do Conselho Supremo de Segurança Nacional do Irã disse ao Amwaj.media que um quadricóptero foi usado para atingir Haniya depois que sua localização foi revelada por seus guarda-costas.  Um oficial do Hamas disse à BBC que Haniya estava acompanhado por três líderes do grupo no prédio.
Al Mayadeen, um meio de comunicação libanês com laços estreitos com o Hezbollah, informou que Haniya foi atingido por um míssil disparado de fora do Irã.  O Canal 12 de Israel e a Sky News Arabia relataram que o assassinato foi um ataque com mísseis, mas foi lançado de dentro do Irã.

## Funeral

Funeral

Um funeral foi realizado para Haniya em Teerã em 1º de agosto, com o líder supremo do Irã, Ali Khamenei, liderando as orações na cerimônia na Universidade de Teerã.  De lá, os corpos de Haniya e seu guarda-costas foram levados em uma procissão de cinco quilômetros até a Praça Azadi. Os restos mortais de Haniya serão levados para o Catar e enterrados em Doha.